# Avenida Leopoldo Lugones
La avenida Leopoldo Lugones es una autopista en la ciudad de Buenos Aires, Argentina. La totalidad de su trayecto es en sentido sur, en forma paralela a la Avenida Cantilo que recorre el mismo trayecto en sentido norte.
La autopista nace como continuación de la Avenida General Paz y finaliza en la Autopista Arturo Illia.

## Características
Posee cinco carriles, con banquinas, siendo el sentido de circulación desde el noroeste hacia el sudeste y carece de semáforos. Al noroeste de la calle La Pampa (la mitad de su recorrido) corre paralelamente a la avenida Intendente Cantilo que corre en sentido contrario. Ambas avenidas se encuentran separadas por las vías del Ferrocarril Belgrano Norte.

## Historia
En el año 1972 se abrió al tránsito vehicular la Avenida Leopoldo Lugones entre las avenidas Sarmiento y General Paz.
En el año 1996 se eliminó el único cruce a nivel que tenía esta avenida en la intersección semaforizada con la calle La Pampa y el gobierno porteño inauguró el Distribuidor Scalabrini Ortiz en las cercanías de este cruce para que el tránsito vehicular pudiera llegar hasta la costanera.
Con el ensanche de la Avenida General Paz y el Acceso Norte en la década de 1990, los cuatro carriles de la Avenida Lugones formaban un cuello de botella en las horas pico, por lo que el Gobierno de la Ciudad de Buenos Aires encomendó a la empresa AUSA que agregue un carril adicional a la izquierda de las cuatro anteriores. Las autoridades municipales inauguraron esta obra el 24 de septiembre de 2004.
La obra forma parte del Anillo Vial de la ciudad, formado por los caminos de circunvalación que completan las avenidas General Paz, Cantilo y 27 de Febrero.
Debido a la cercanía con el Aeroparque Jorge Newbery, una decisión judicial motivó el desmonte del puente peatonal sobre esta avenida junto a la intersección con la calle La Pampa. El 31 de marzo de 2009 se clausuró esta estructura para su eliminación.[cita requerida]

## Recorrido

### Núñez

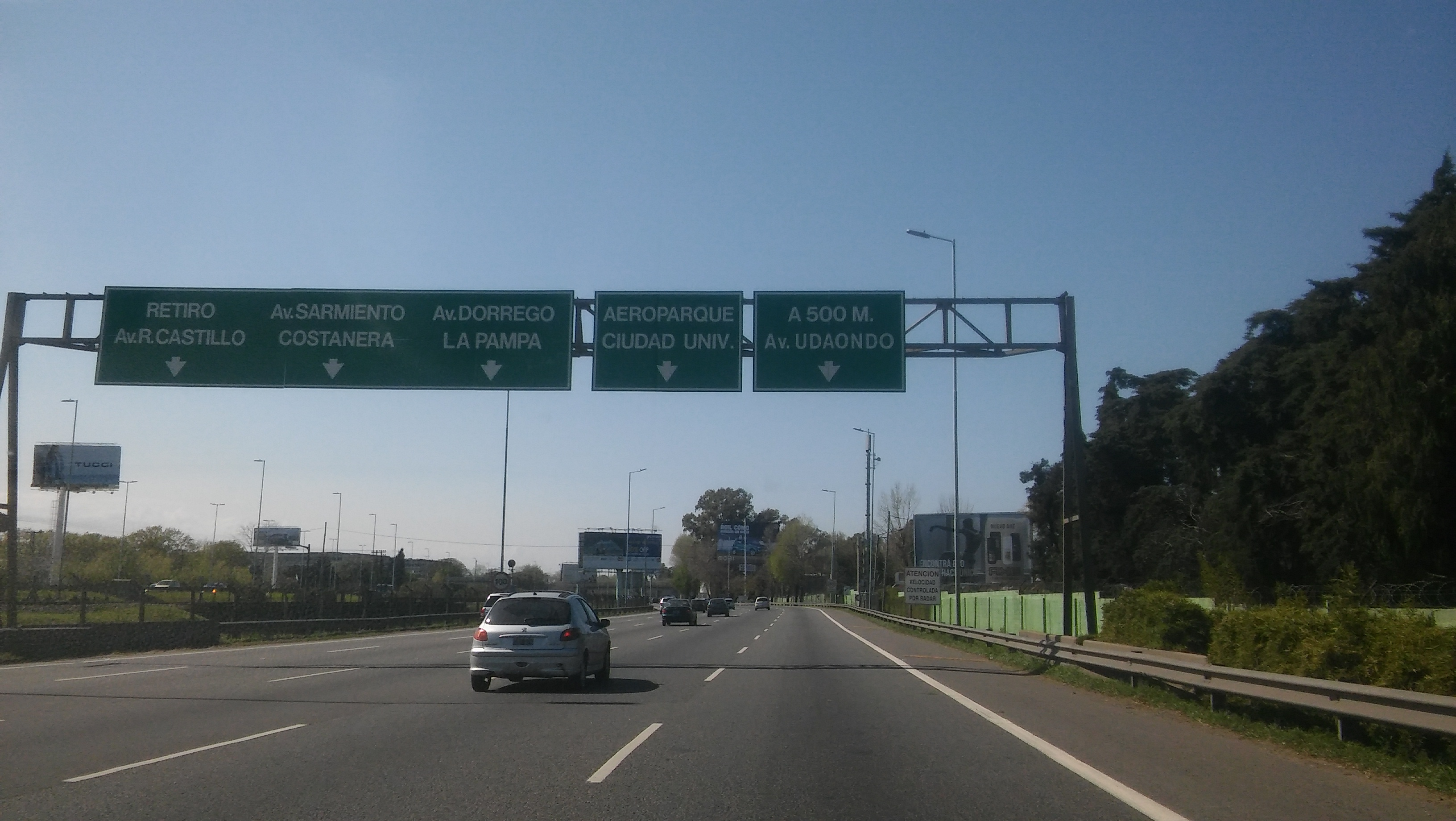
Avenida Leopoldo Lugones a la altura de Núñez, a pocos metros de la salida a Av. Guillermo Udaondo.

La avenida nace a partir de la bajada de la avenida General Paz en el límite entre el partido de Vicente López y el barrio porteño de Núñez. Hacia la derecha de su recorrido se encuentra la Escuela de Mecánica de la Armada, el Club Ciudad de Buenos Aires y el Tiro Federal Argentino.

### Belgrano
Ingresa al barrio de Belgrano luego de cruzar por debajo del Puente Ángel Labruna de la Avenida Udaondo.
Aquí se encuentra el Estadio Monumental de River Plate, el Club Hípico Argentino y el Puente Scalabrini Ortiz que la conecta con la Ciudad Universitaria de Buenos Aires.

### Palermo
Al cruzar la calle La Pampa entra en el barrio de Palermo. Aquí a la izquierda, corre íntegramente a la vera del Aeroparque Jorge Newbery, pudiéndose ver el despegue y aterrizaje de las aeronaves.
Hacia la mano derecha se encuentran los Bosques de Palermo.
Finaliza a la altura de la Avenida General Sarmiento al ingresar hacia la Autopista Dr. Arturo Umberto Illia.